# Анафілаксія, спричинена фізичним навантаженням
Анафілаксія, спричинена фізичним навантаженням (скорочення українською мовою— АФН (анафілаксія фізичного навантаження)— на цей час ще не є загальновідомим/загальновживаним; англомовна література використовує термін «Exercise-induced anaphylaxis» (EIA))— це рідкісний стан, при якому анафілаксія, серйозна та небезпечна для життя алергічна реакція, викликається фізичним навантаженням. Дослідники вважають, що приблизно 5-15 % усіх зареєстрованих випадків анафілаксії спричинені фізичним навантаженням. Точна частка населення, яка страждає на АФН, невідома, але дослідження, проведене у 2001 році серед 76 229 японських школярів молодших класів, показало, що частота АФН становить 0,031 %. Анафілаксія, спричинена фізичним навантаженням, не є широко відомим або зрозумілим станом, оскільки перші дослідження цього розладу були проведені лише за останні 40 років. Першим дослідженням такого роду став звіт про випадок АФН у 1979 році, де було описано, що у пацієнта розвинувся анафілактичний шок, пов'язаний з фізичним навантаженням, через 5-24 години після вживання молюсків. Вважається, що цей стан частіше зустрічається у жінок, причому два дослідження пацієнтів з АФН повідомляють про співвідношення 2:1 для жінок і чоловіків з цим розладом. Зв'язок АФН з етнічною приналежністю відсутній. Результати опитування пацієнтів з АФН показали, що середня кількість нападів на рік становить 14,5. Однак більшість хворих на АФН повідомляють, що з часом тяжкість і частота нападів зменшуються.

## Симптоми
Кампанія з боротьби з анафілаксією поділяє симптоми АФН на дві категорії: легкі та важкі. Легкі симптоми можуть включати «поширене почервоніння шкіри», кропив'янку або уртикарію, набряк тіла (ангіоневротичний набряк), набряк губ, нудоту або блювання. Більш важкі симптоми можуть включати набряк язика, утруднене ковтання або дихання, звуження дихальних шляхів, слабкість і непритомність. Зволікання з наданням невідкладної медичної допомоги (=введення адреналіну (епінефріну)) може призвести до смертельного випадку. Симптоми можуть початися одразу після фізичного навантаження, але 90 % пацієнтів повідомляють про напад через 30 хвилин після нього.
Рисунок 1, таблиця Barg та ін., що показує частоту різних симптомів АФН у двох різних дослідженнях.
| Симптом                 | Wade та ін. | Shadick та ін. |
| ----------------------- | ----------- | -------------- |
| Свербіж                 | 92          | 92             |
| Кропив'янка             | 83          | 86             |
| Ангіоневротичний набряк | 78          | 72             |
| Припливи крові          | 75          | 70             |
| Задишка                 | 59          | 51             |
| Дисфагія                | -           | 34             |
| Стиснення в грудях      | -           | 33             |
| Непритомність           | 32          | 32             |
| Пітливість              | 43          | 32             |
| Головний біль           | 30          | 28             |
| Нудота/діарея/коліка    | 30          | 28             |
| Стиснення в горлі       | -           | 25             |

У роботі Шеффера та Остіна (1980) поділяють випадки АФН на чотири окремі стадії: продромальну, ранню, повністю розвинену та пізню. Характерні симптоми продромальної стадії включають почервоніння та свербіж. На ранній стадії розвивається генералізована кропив'янка. Якщо реакція не зменшується, вона може перейти в повністю розвинену форму АФН, при якій можуть виникнути шлунково-кишкові симптоми та звуження дихальних шляхів. Пізня фаза, яка слідує за відновленням після реакції, включає лобовий головний біль і відчуття втоми; ці симптоми можуть проявлятися до 72 годин після початку реакції. Серцево-судинні симптоми спостерігаються у 1/3 пацієнтів з діагнозом АФН.

### Харчова залежна анафілаксія, спричинена фізичним навантаженням
Харчова залежна анафілаксія, спричинена фізичним навантаженням (ХЗАФН)— це підкатегорія розладу, коли фізичне навантаження викликає реакцію тоді, коли навантаження відбувається на тлі прийому харчового алергену. Вважається, що пацієнти з харчовою алергією становлять від третини до половини всіх випадків АФН. У дослідженні 2001 року, проведеному в Японії серед 76 229 школярів було виявлено, що 0,017 % учнів страждають на цей стан. В європейських країнах найпоширенішими продуктами-тригерами ХЗАФН є помідори, зернові та арахіс. В Японії ХЗАФН найчастіше викликається омега-5-гліадином, алергеном, що міститься в пшениці. Інші поширені продукти, які, як вважають, пов'язані з ХЗАФН, включають молюсків, насіння, молочні продукти (зокрема, коров'яче молоко), фрукти та овочі (такі як виноград, цибуля та апельсини), м'ясо і навіть гриби. Прийом їжі-тригера найчастіше передує фізичному навантаженню на кілька хвилин або годин у разі виникнення нападу; однак є повідомлення про випадки нападів, коли прийом їжі відбувався незабаром після фізичного навантаження. Хоча багато чого залишається невідомим про патофізіологію ХЗАФН, одна з теорій вказує на зміну рН; ця теорія ґрунтується на тому, що після фізичного навантаження рН у м'язах та сироватці крові стає більш кислим. Зниження рН пов'язане зі збільшенням дегрануляції тучних клітин, ключового компонента імунної відповіді, і в одному дослідженні було виявлено, що коли пацієнти з ХЗАФН отримують антацид бікарбонат натрію перед фізичним навантаженням, вони не відчувають симптомів ХЗАФН.

## Поширені тригери
Анафілаксія, спричинена фізичним навантаженням, найчастіше викликається аеробними вправами. Найчастіше її спричиняють високі рівні навантаження, такі як біг підтюпцем, але вона може бути викликана і більш м'якими видами діяльності, наприклад, легкою ходьбою. У дослідженні 1999 року 78 % пацієнтів повідомили, що напади часто викликаються бігом підтюпцем, тоді як 42 % повідомили про симптоми після швидкої ходьби. Існує кілька факторів, окрім харчування та фізичних навантажень, які, як припускають, збільшують частоту нападів. До них відносяться вживання алкоголю, вплив пилку, екстремальних температур, прийом нестероїдних протизапальних препаратів (НПЗП) і навіть певні фази менструального циклу.

### Патофізіологія
Існує кілька теорій патофізіології АФН та ХЗАФН. Дослідження показують, що гістамін, хімічна речовина, що бере участь в алергічній реакції, відіграє ключову роль у виникненні АФН. Підвищення рівня гістаміну в плазмі крові було зафіксовано під час випадків як АФН, так і ХЗАФН. Морфологічні зміни в тучних клітинах шкіри пацієнтів з АФН спостерігалися після фізичних навантажень, і їх можна порівняти зі змінами, що відбуваються в атопічних пацієнтів після контакту з алергеном. Теорії патофізіології АФН включають підвищену проникність шлунково-кишкового тракту, підвищену активність тканинних ферментів і перерозподіл кровотоку.

### Проникність шлунково-кишкового тракту
Відомо, що фізичні вправи збільшують абсорбцію зі шлунково-кишкового тракту. Теоретично вважається, що підвищена або змінена проникність шлунково-кишкового тракту посилює контакт алергенів з кишково-асоційованою імунною системою. У деяких пацієнтів з ХЗАФН поява та/або вираженість симптомів залежить від кількості з'їденої пацієнтом тригерної їжі. Підвищення проникності кишечника може також збільшити ризик всмоктування «частково перетравлених алергенних білків». Дослідження, що підтверджують цю теорію, включають дослідження Matsuo та ін. (2005), в якому було виявлено, що у хворих на пшенично-залежну АФН після фізичних навантажень та вживання пшениці в сироватці крові були виявлені омега-5-гліадини, але не у пацієнтів, які вживали лише пшеницю.

### Підвищена ферментативна активність тканин
Інша теорія полягає в тому, що фізичні вправи та аспірин можуть активувати тканинну трансглутаміназу в кишковому слизі. Омега-5-гліадин, сполука, знайдена в пшениці, яка зазвичай асоціюється з ХЗАФН, зшивається трансглутаміназою, в результаті чого утворюються великі пептидні агрегати, що призводить до збільшення зв'язування IgE.

### Перерозподіл кровотоку
Під час фізичних навантажень кров перерозподіляється від неактивних до активних тканин організму. Припускають, що сенсибілізовані до їжі імунні клітини, пов'язані з кишечником, не викликають анафілактичних симптомів, доки вони залишаються в місцевому кровообігу. Теорія припускає, що якщо ці сенсибілізовані клітини переміщуються до шкіри та/або скелетних м'язів після фізичних навантажень, то, ймовірно, можуть виникнути симптоми ХЗАФН. Дослідження 2010 року продемонструвало, що харчові алергени добре переносяться тучними клітинами кишкового тракту, і, таким чином, у стані спокою симптоми не виникають. Тучні клітини кишки структурно відрізняються від тих, що знаходяться в шкірі або скелетних м'язах, і, таким чином, можуть бути індуковані харчовими алергенами.

## Лікування
Якщо фізичні навантаження припинити при найперших симптомах, в багатьох випадках покращення стану відбувається протягом декількох хвилин, і подальше лікування не потрібне. Однак в деяких випадках маніфестація та прогресування анафілактичного шоку відбувається майже блискавично (протягом кількох хвилин) та загрожує життю хворого. Поширені методи лікування включають регулярний прийом антигістамінних препаратів, використання ін'єктора епінефрину (адреналіну), відомого як EpiPen (епіпен) під час нападу, та утримання від фізичних навантажень. Хворим, у яких в анамнезі були випадки анафілаксії, рекомендовано тримати з собою епіпен цілодобово (самостійне використання епіпену хворим— це практично єдина можливість стабілізувати стан до момента приїзду бригади швидкої допомоги. В ідеалі, треба мати під рукою два ін'єктори, другий використовується у випадку, якщо перша ін'єкція не дала потрібного результату). У дослідженні 1999 року 56 % пацієнтів повідомили про використання антигістамінних препаратів для лікування свого АФН, а 31 % повідомили, що лікували стан за допомогою епінефрину (адреналіну). Багато пацієнтів повідомили, що лікували стан за допомогою змін у поведінці. 44 % хворих на АФН зменшили частоту нападів, уникаючи фізичних навантажень під час «надзвичайно спекотної або холодної погоди»; 37 %— уникаючи тригерних продуктів; 36 %— утримуючись від фізичних навантажень під час сезону алергії, і 33 %— під час підвищеної вологості повітря.

## В Україні
Офіційна статистика стосовно поширеності АФН та ХЗАФН в Україні відсутня. Сімейні лікарі, зазвичай, є не дуже обізнаними щодо діагностики та лікування анафілаксії, спричиненої фізичним навантаженням та харчової залежної анафілаксії фізичного навантаження, через те, що обидві патології є доволі рідкісними. Кваліфіковану допомогу пацієнтам з цими захворюваннями можуть надати фахівці спеціалізованих установ (серед яких ДУ «Інститут отоларингології ім. проф. О. С. Коломійченка НАМН України», Київський міський алергоцентр (КНП «Київська міська клінічна лікарня № 8»), тощо.)